# Gary Dourdan
Gary Dourdan (roz. Gary Robert Durdin, 11. prosinec 1966, Filadelfie, Pensylvánie) je americký herec, známý především díky roli Warricka Browna v seriálu Kriminálka Las Vegas.

## Životopis
V mládí se jeho rodina přestěhovala do New Jersey. Když mu bylo 6, jeho starší bratr byl zavražděn. Případ je stále nevyřešený. Později se přestěhoval do New Yorku, kde pracoval jako vrátný ve zkouškovém studiu. První roli dostal v seriálu A Different World, větší rolí byl seriál Soul Food. Pak konečně přišla role v Kriminálce Las Vegas.
Byl ženatý s Roshumbou Williams, se kterou má dceru Nylu a syna Lyrica z předchozího vztahu.

## Filmografie
| Rok       | Film/seriál                    | Role                   | Poznámky                 |
| --------- | ------------------------------ | ---------------------- | ------------------------ |
| 1991-1992 | A Different World              | Shazza Zulu            | 13 epizod                |
| 1992      | Dobrý boj                      | Elijah                 |                          |
| 1993      | Víkend u Bernieho II           |                        |                          |
| 1993      | Laurel Avenue                  | Anthony                |                          |
| 1994      | Ostrovy                        | Loot                   |                          |
| 1994      | Noviny                         |                        |                          |
| 1994      | New York Undercover            | Trey King              | 1 epizoda                |
| 1995      | The Office                     | Bobby Harold           | 6 epizod                 |
| 1996      | Swift Justice                  | Randall Patterson      |                          |
| 1996      | Superman                       | Ziggy                  | 1 epizoda                |
| 1996      | Černí muži umějí skákat        |                        |                          |
| 1997      | Fool's Paradise                | Derek                  |                          |
| 1997      | Get That Number                | James                  |                          |
| 1997      | Ruce od krve                   | Yates                  |                          |
| 1997      | Vetřelec: Vzkříšení            | Christie               |                          |
| 1998      | Černý čtvrtek                  | Ballpean               |                          |
| 1998      | Ohrožené město                 | seržant Dan Creedy     |                          |
| 1999      | Rendezvous                     | Jeff Nelson            |                          |
| 1999      | New Jersey Turnpikes           |                        |                          |
| 1999      | Sedm dní                       | seržant Mohmand        | 1 epizoda                |
| 1999      | The Weekend                    | Thierry                |                          |
| 1999      | Beggars and Choosers           | Julius Henry           | 1 epizoda                |
| 2000      | Muhammad Ali: Král světa       | Malcolm X              |                          |
| 2000      | Soul Food                      | Jack Van Adams         | 6 epizod                 |
| 2000      | Podzimní premiéra              |                        | nebyl uveden v titulcích |
| 2000      | Trojka                         | Jermaine Davis         |                          |
| 2000-2008 | Kriminálka Las Vegas           | Warrick Brown          | 183 epizod               |
| 2001      | Impostor: Živá zbraň           | kapitán Burke          |                          |
| 2002      | Wanted: Soulful Energy Xchange | Gary                   |                          |
| 2006      | 60 Seconds of Distance         | Dylan                  |                          |
| 2007      | Neznámý svůdce                 | Cameron                |                          |
| 2007      | Černý srpen                    | George Jackson         |                          |
| 2008      | Batman - Gothamský rytíř       | detektiv Crispus Allen | dabing                   |
| 2009      | Exploze                        | Phil May               |                          |
| 2009      | The Magnificent Cooly-T        | Dominick               |                          |
| 2011      | Velký skok                     | šéf McKenna            |                          |
| 2012      | The Last Letter                | George                 |                          |
| 2012      | Christine                      | Stephan                | 3 epizody                |
| 2012      | The Woods                      | Dylan Banks            |                          |
| 2013      | Belle's                        |                        | 1 epizoda                |
| 2013      | Mistresses                     | Anthony Newsome        | 3 epizody                |
| 2013      | Five Thirteen                  | Clyde                  |                          |